# Stake (groupe)
Pour les articles homonymes, voir Stake.
Stake, anciennement Steak Number Eight, est un groupe belge de post-metal, originaire de Wevelgem, en Flandre-Occidentale, dans la Région flamande. Leur style musical est un mélange de post-rock et de sludge metal, et est influencée par des groupes comme Pelican, Isis, Sunn O))) et Amenra.

## Histoire
En 2007, le groupe remporte un concours local nommé Westtalent. Quelques mois plus tard, en mars 2008, le groupe remporte le Humo's Rock Rally,. Avec une moyenne d'âge de 15,5 ans, le groupe est le plus jeune de l'histoire de ce concours,. Peu de temps après cette victoire, l'album When the Candle Dies Out... est enregistré à domicile
En mars 2011, le groupe sort son deuxième album All is Chaos, produit par Mario Goossens et mixé par Matt Bayles. L'album reçoit des réactions extrêmement positives, et est publié en 2012 au Royaume-Uni par Metal Hammer, qui ajoute le groupe à son Razor Tour à la fin de l'année. En mars et avril, leur troisième album, The Hutch, sort en Europe. Une semaine avant sa sortie en Belgique, De Standaard met en ligne un stream de l'album studio.
En 2018, le groupe change de nom et devient Stake.

## Discographie
- 2008 : When the Candle Dies Out...[8]
- 2011 : All Is Chaos[9]
- 2013 : The Hutch
- 2015 : Kosmokoma
- 2019 : Critical Method
- 2022 : Love, Death and Decay